# 湯薌銘
湯 薌銘（とう きょうめい）は、清末民初の海軍軍人・政治家。北京政府直隷派の軍人。字は鋳新。兄は清末民初の政治家・湯化竜。

## 事跡

### 清末から民国成立直後まで

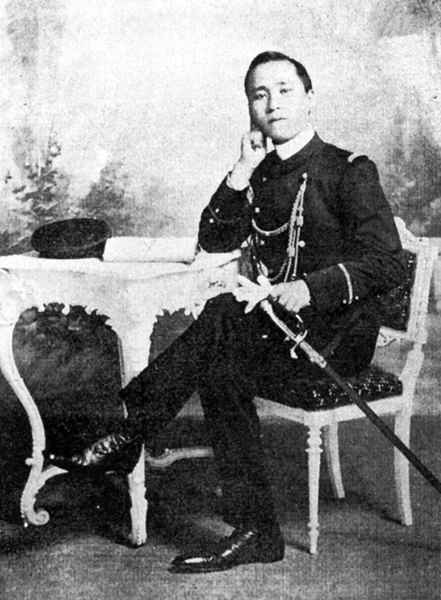
青年期の湯。フランス海軍少尉の軍服を着用している

1903年（光緒29年）、挙人となる。福建船政学堂卒業後、フランス、イギリスで海軍の技術を学んだ。1905年（光緒31年）、中国同盟会に加入したが、孫文の手提げかばんを盗む事件を起こしたことにより、会から除籍された。1909年（宣統元年）に帰国し、鏡清艦機長、南琛軍艦副艦長、同艦長を歴任し、海軍統制薩鎮氷の参謀となった。
1912年（民国元年）1月、南京に臨時政府が樹立されると、湯薌銘は海軍部次長兼北伐海軍総司令に任命され、4月、北京政府で海軍部次長に就任した。11月には海軍中将となっている。1913年（民国2年）10月、二次革命（第二革命）を支持した譚延闓の後任として、湖南都督兼民政長を署理した。1914年（民国3年）5月、湖南巡按使署理を兼任し、6月に靖武将軍の位を授与された。1915年（民国4年）12月、袁世凱の皇帝即位を支持し、一等侯に封じられた。

### 護国戦争後の失脚
まもなく護国戦争が発生して、翌年3月に袁が皇帝即位を取り消すと、湯薌銘も次第に保身を図るようになり、同年5月29日に湖南独立を宣言した。それから約1週間後の6月6日に、袁は死去した。しかし、それまでの親袁世凱の姿勢はやはり覆い隠しようがなく、湖南省内では「駆湯運動」が発生した。結局、同年7月、譚延闓とその支持部隊に、湯は湖南から駆逐されてしまった。
1917年（民国6年）1月、湯薌銘は信威将軍に任命され、直隷派に属するようになり、漢口商埠建築事宜督弁に就任した。1924年（民国13年）9月の第2次奉直戦争では、直隷派から会弁軍事執法司に任命されたが、奉天派に敗北して辞任した。中国国民党が北伐に成功すると、しばらく指名手配されてしまう。

### 非国共路線での活動
1930年（民国19年）9月、閻錫山ら反蔣介石勢力が北平で中央党部拡大会議を開催すると、湯薌銘は閻から湖北安撫使に任命された。1933年（民国22年）、中国国家社会党の組織に参加し、常務理事に就任した。日中戦争勃発後、一時は汪兆銘（汪精衛）が組織した華北政務委員会に加わったが、後に重慶へ赴き、蔣介石を支持した。
1946年（民国35年）4月、湯薌銘は国民政府軍事参議院参議に就任した。8月、中国民主社会党（国家社会党と民主憲政党の合併）の中央組織委員会常務委員兼組織部長となる。翌年7月、民主社会党中央常務委員に選ばれた。
国共内戦後は大陸に留まり、晩年は仏学研究に従事した。1975年、北京にて死去。享年91。